# Olga Lundin
Olga Elida Lundin, född 9 januari 1889 på Kråkeryd Södergård, Hallaryd, Småland, död 1 mars 1973 i Osby, Skåne, arbetade som hembiträde och bagerska/kokerska. Hon var en av de 34 svenska överlevande på RMS Titanic 1912.

## Historia

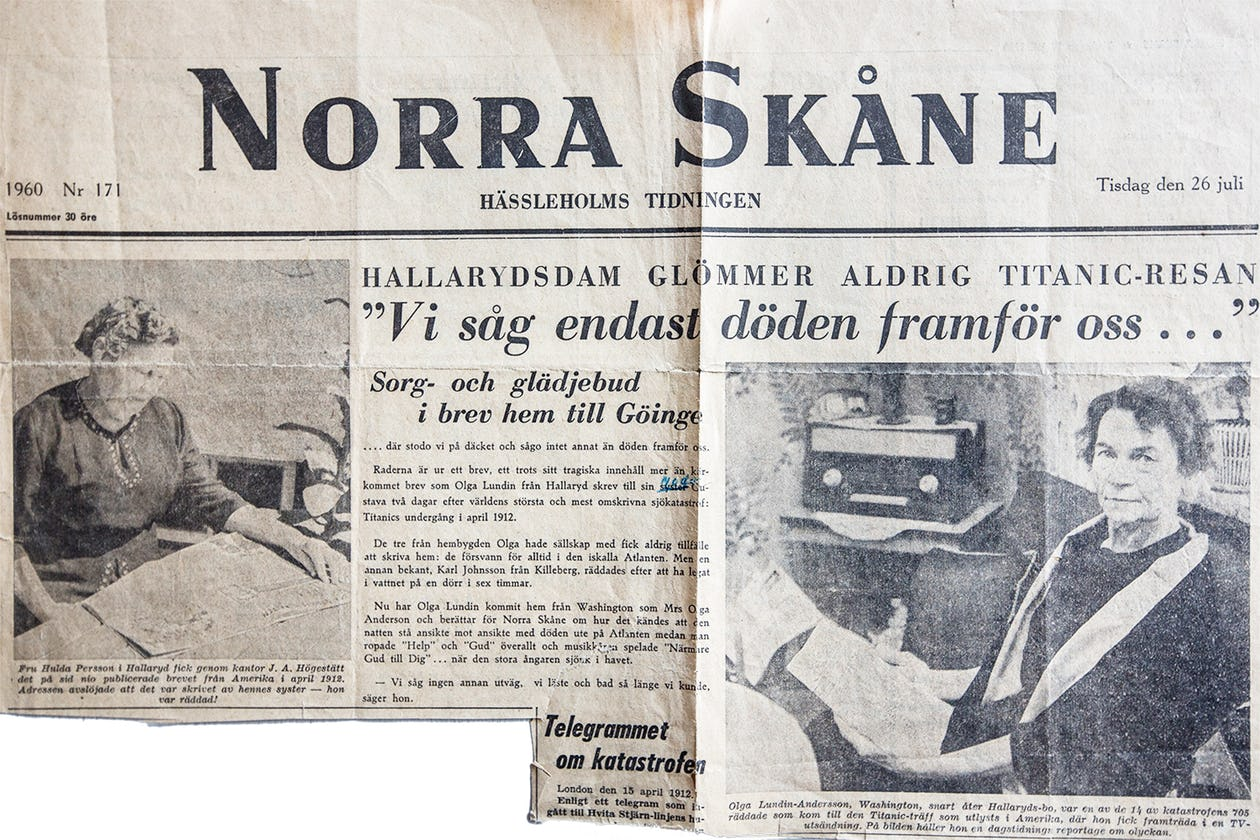
Olga Lundin intervjuades av lokaltidningen Norra Skåne 1960 efter att ha återvänt från USA.

Lundin var dotter till Gustava Eriksdotter och Edvard Måhlgren Lundin. Hennes fader var soldat vid Kronobergs regemente och hennes föräldrar fick fyra barn tillsammans. Efter att det yngsta barnet hade fötts år 1900 försvann fadern. Olga började efter några år i skolan arbeta på betfälten och som barnpiga. Av det lilla hon lyckades tjäna ihop, sparade hon så mycket som möjligt, för att ha ett startkapital i livet.
När Olgas kusin Nils Johansson kom på besök i byn efter att ha levt en period i USA, berättade han om det stora landet i väst, som hade så många möjligheter att erbjuda. Nils arbetade som maskinsmed men ägde andelar i en fabriksrörelse och fastigheter i Seattle. Han hade en livförsäkring värd ettusen dollar. Olga fängslades av Nils berättelser om sina framgångar i USA. I följd av detta bestämde Olga och Nils för att som par resa till Amerika. De bestämde för att resa med på Titanics jungfruresa i tron om att det skulle vara säkrare eftersom Titanic i tidningar hade beskrivits som osänkbart.

## Ombord på Titanic

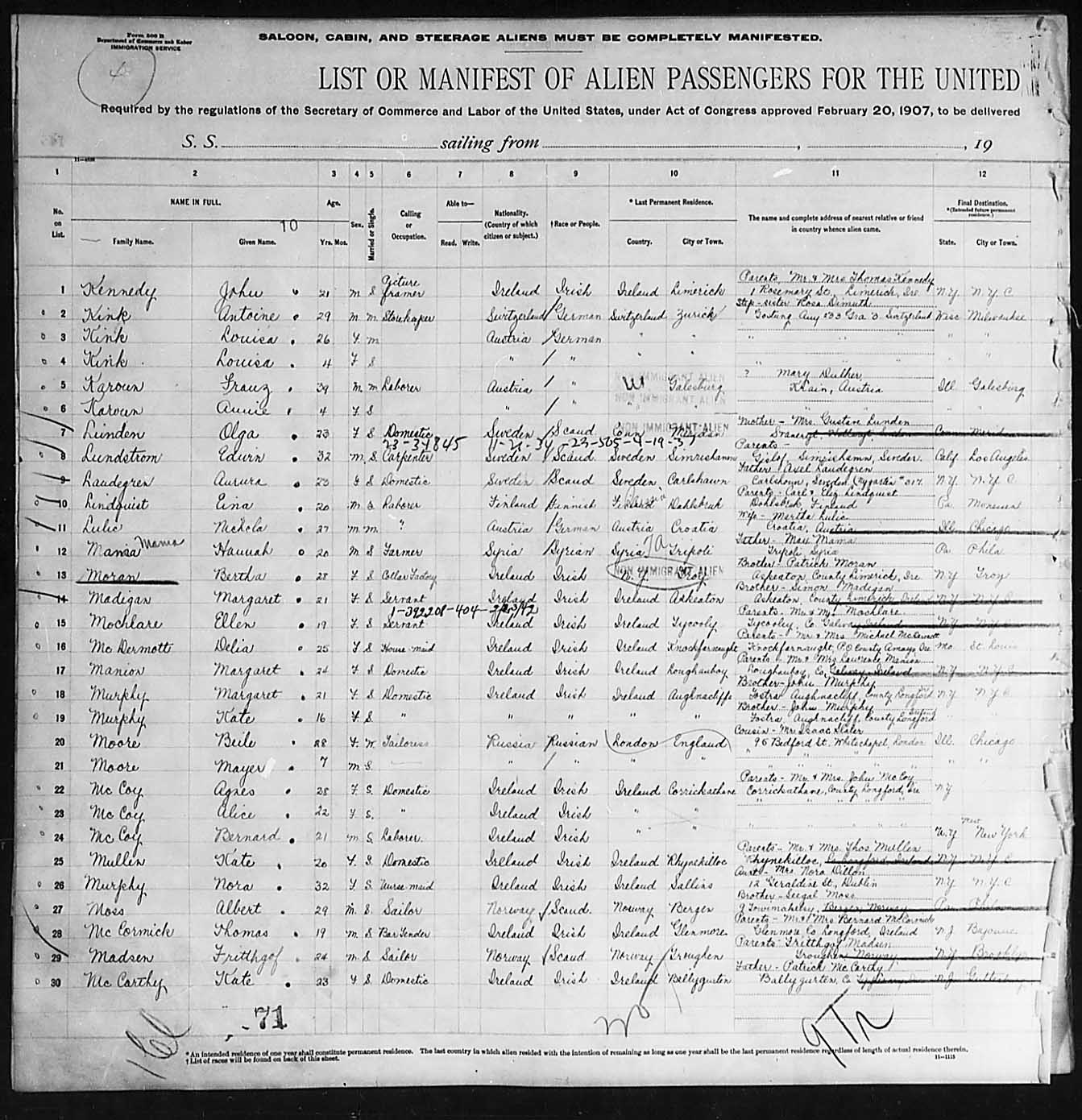
Olga Lundin på en av Titanics passagerarelistor.

Förutom Olga och Nils reste Olgas fyrmänning Karl Johnsson och smederna Albert Augustsson och Paul Andreasson från Hallaryd också med dem på jungfruresan. Resan gick via Danmark till Southampton. Olga och kamraterna hade tredje klass biljetter. Olga blev sjösjuk under sjöresan över Nordsjön och bytte ut sin tredjeklassbiljett till en biljett i andra klass, för att få en behagligare tur. Olga delade andraklasshytt med en annan svensk kvinna vid namn Gerda Dahlberg, som hon inte kände innan, medan Nils och de övriga i sällskapet befann sig i tredje klass. 
I en intervju med lokaltidningen Norra Skåne år 1960 beskrev hon att det innan katastrofen var en underbar resa där alla hade det trevligt. Det var en resa i lyx där man dansade och roade sig, maten och betjäningen var den främsta. Passagerarna i tredje klass hade det förhållandevis bra, jämfört med hur standarden kunde vara på fartyg. Det fanns självspolande toaletter och maten var av god kvalitet.
Under natten mellan 14 och 15 april vaknade Olga av en kraftig stöt och hade gått upp på däck för att se vad som hade skett. På hennes sida av fartyget märktes ingen större oro, men i en annan del av fartyget rådde full panik. Allt fler passagerare började förstå att fartyget höll på att sjunka och paniken hade börjat sprida sig. Det var för få livbåtar för att räcka till alla passagerare, kvinnor och barn prioriterades därför först. Olga blev tagen av en besättningsman och hon kastades ned i en livbåt.  Olga skrev ett brev senare ombord på det undsättande fartyget Carpathia till sin moder, att hon höll sin fästman Nils i handen och ville ha ned honom i livbåten men att han förbjöds hoppa i. Lundins fyrmänning, Karl Johnsson överlevde också katastrofen.
Hon beskrev själv när hon kom ut på bardordssidans båtdäck med sin fästman och tre reskamrater: 
"Där stod vi på däcket och sågo icke annat än döden framför oss. Det sattes ut räddningsbåtar och jag blef kastad ned i en sådan. Jag höll Nils i ena handen och ville ha honom med, men de höllo honom, emedan de voro rädda för att det skulle bli för många. Jag skrek det värsta jag kunde och ville tillbaka, men i detsamma hissades jag ned. Där satt jag i en liten fiskarbåt midt på Atlanten och såg icke annat än döden, vilket ögonblick som helst".

## Livet efter Titanic

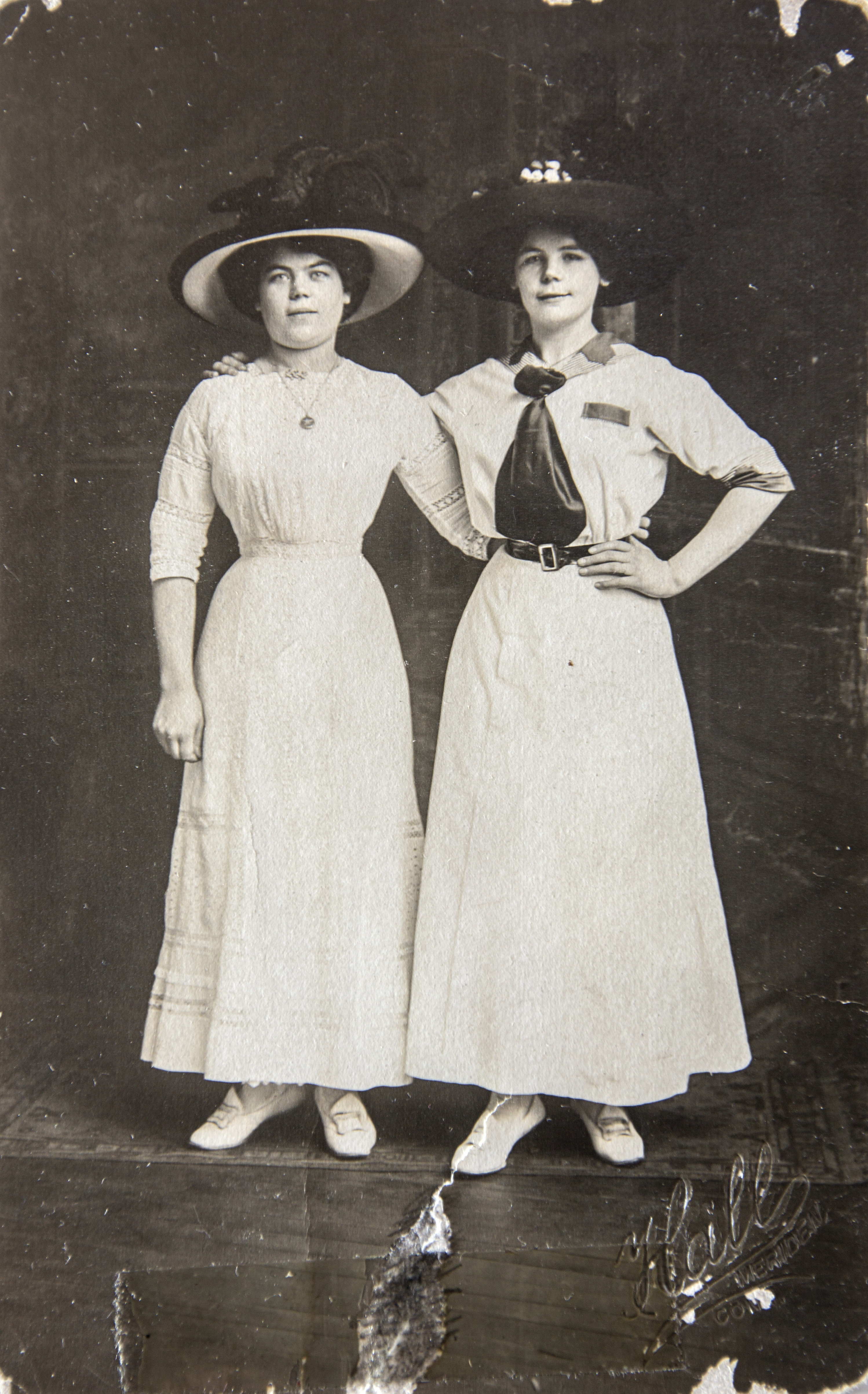
Olga, tillsammans med sin syster Jenny Lundin, i USA efter att ha räddats från Titanic. Bild tagen av svenske journalisten Torbjörn Wester hos systrarna Lundins släktingar.

Efter katastrofen var Olga sjuk och återhämtade sig hos sin syster Jenny som redan bodde i USA. Därifrån byggde hon sakta upp sitt nya liv i landet. Från ”The Women’s Relief Commitee” erhöll hon sammanlagt 75 amerikanska dollar. Hon flyttade till Kalifornien och arbetade som husmor i fem år. Återvände sedan till Hallaryd där hon under en tid drev ett kafé. Hon ville spara ihop ett kapital inför ett giftermål med en ny man hon träffat. Hennes blivande make dog innan bröllopet och Olga bestämde sig för att återvända till USA. Det blev många resor över Atlanten och trots olyckan skrämdes hon aldrig. Olga arbetade som kokerska hos den norska kronprinsessan Märta och hennes barn, medan de levde i exil i Washington DC i och med Tysklands ockupation av Norge. Där kunde middagsgäster bl.a. vara Franklin D Roosevelt.
På 1930-talet gifte sig Olga med Charles Andersson, en byggmästare från Mönsterås. Många år levde de tillsammans i Washington DC och äktenskapet höll ända fram till 1964, då Charles avled av sjukdomsfall. Två år innan Anderssons död hade paret flyttat tillbaka till Sverige och Osby, några kilometer från Hallaryd där hon växte upp. 10 juli 1961 bekräftade Dagens Nyheter att hon skänkt 10.000 kronor till Hässleholms lasarett att användas till konstnärlig utsmyckning, detta som tack för god vård.